# Équipe du Danemark de football américain
L'équipe du Danemark de football américain représente la fédération du Danemark de football américain (Dansk Amerikansk Fodbold Forbund) lors des compétitions internationales, comme le Championnat d'Europe de football américain, la Coupe du monde de football américain ou les Jeux mondiaux.
Les Danois ne se sont jusqu'à présent jamais qualifiés pour participer à une phase finale de Coupe du monde. Pour l'édition de 2007 au Japon, ils sont éliminés en phase qualificative par l'Allemagne.
En Championnat d'Europe, le Danemark participe à sa première campagne en 2001 mais s'y classe dernière des 10 équipes engagées en phase finale. Elle participe à sa seconde phase finale en 2018 et termine dernière des 6 équipes du groupe A. Elle faisait partie du groupe C depuis 2007. Pour la compétition 2010, elle figurait dans le groupe B.

## Palmarès en Coupe du Monde de l'IFAF
| Année | Lieu       | Classement              | MJ                      | G                       | P                       | PP                      | PC                      |
| ----- | ---------- | ----------------------- | ----------------------- | ----------------------- | ----------------------- | ----------------------- | ----------------------- |
| 1999  | Italie     | Non participante        | Non participante        | Non participante        | Non participante        | Non participante        | Non participante        |
| 2003  | Allemagne  | Non participante        | Non participante        | Non participante        | Non participante        | Non participante        | Non participante        |
| 2007  | Japon      | Ne s'est pas qualifiée~ | Ne s'est pas qualifiée~ | Ne s'est pas qualifiée~ | Ne s'est pas qualifiée~ | Ne s'est pas qualifiée~ | Ne s'est pas qualifiée~ |
| 2011  | Autriche   | Ne s'est pas qualifiée~ | Ne s'est pas qualifiée~ | Ne s'est pas qualifiée~ | Ne s'est pas qualifiée~ | Ne s'est pas qualifiée~ | Ne s'est pas qualifiée~ |
| 2015  | États-Unis | Ne s'est pas qualifiée~ | Ne s'est pas qualifiée~ | Ne s'est pas qualifiée~ | Ne s'est pas qualifiée~ | Ne s'est pas qualifiée~ | Ne s'est pas qualifiée~ |

~ :  Allemagne  68 - 7  Danemark - éliminés en qualifications préliminaires.

## Palmarès en Championnats d'Europe de l'EFAF
| Année   | Lieu      | Classement       | MJ               | G                | P                | PP               | PC               |
| ------- | --------- | ---------------- | ---------------- | ---------------- | ---------------- | ---------------- | ---------------- |
| 1983    | Italie    | Non participante | Non participante | Non participante | Non participante | Non participante | Non participante |
| 1985    | Italie    | Non participante | Non participante | Non participante | Non participante | Non participante | Non participante |
| 1987    | Finlande  | Non participante | Non participante | Non participante | Non participante | Non participante | Non participante |
| 1989    | Allemagne | Non participante | Non participante | Non participante | Non participante | Non participante | Non participante |
| 1991    | Finlande  | Non participante | Non participante | Non participante | Non participante | Non participante | Non participante |
| 1993    | Italie    | Non participante | Non participante | Non participante | Non participante | Non participante | Non participante |
| 1995    | Autriche  | Non participante | Non participante | Non participante | Non participante | Non participante | Non participante |
| 1997    | Italie    | Non participante | Non participante | Non participante | Non participante | Non participante | Non participante |
| 2000    | Europe    | Non participante | Non participante | Non participante | Non participante | Non participante | Non participante |
| 2001    | Allemagne | 10e              | 1                | 0                | 1                | 0                | 41               |
| 2005    | Suède     | Non participante | Non participante | Non participante | Non participante | Non participante | Non participante |
| 2010    | Allemagne | 4e Groupe C      | 3                | 0                | 3                | 38               | 94               |
| 2014    | Autriche  | 2e Groupe B      | 3                | 1                | 2                | 49               | 72               |
| 2018 NY | Finlande  | 6e Groupe A      | 3                | 0                | 3                | 24               | 138              |